# Đình thần Nguyễn Trung Trực (Rạch Giá)
Đình thần Nguyễn Trung Trực hay Đền thờ Nguyễn Trung Trực tọa lạc ở phía Tây trung tâm thành phố Rạch Giá, là ngôi đình thờ Nguyễn Trung Trực sớm nhất và lớn nhất trong số chín ngôi đền thờ ông trên địa bàn tỉnh Kiên Giang, hiện nằm ở số 14 đường Nguyễn Công Trứ, phường Vĩnh Thanh, thành phố Rạch Giá, tỉnh Kiên Giang, Việt Nam.

## Lịch sử
Sau khi Nguyễn Trung Trực bị thực dân Pháp xử chém ngày 27 tháng 10 năm 1868 tại chợ Rạch Giá, những người dân yêu kính ông đã bí mật thờ ông trong đền thờ Nam Hải đại tướng quân (cá voi hay cá ông).
Ban đầu, đây chỉ là một ngôi đền nhỏ bằng gỗ, mái lợp lá do dân chài dựng nên bên dòng sông Kiên (phía trước mặt) và rạch Lăng Ông(từ cổng đền nhìn vào, ở phía bên trái) và chỉ cách Biển Đông độ chừng trăm mét.
Qua lần sửa chữa vào năm 1881, ngôi đình đã khang trang hơn. Nhưng để có diện mạo như ngày hôm nay, chính là nhờ lần khởi công sửa chữa lớn vào ngày 20 tháng 12 năm 1964, khánh thành ngày 24 tháng 2 năm 1970, do kiến trúc sư Nguyễn Văn Lợi thiết kế, với toàn bộ kinh phí xây dựng do nhân dân đóng góp.
Nhân dịp này, nhân dân địa phương cũng tạc tượng Nguyễn Trung Trực bằng đồng sơn đen, đặt trước khu "chợ nhà lồng" Rạch Giá.

## Kiến trúc

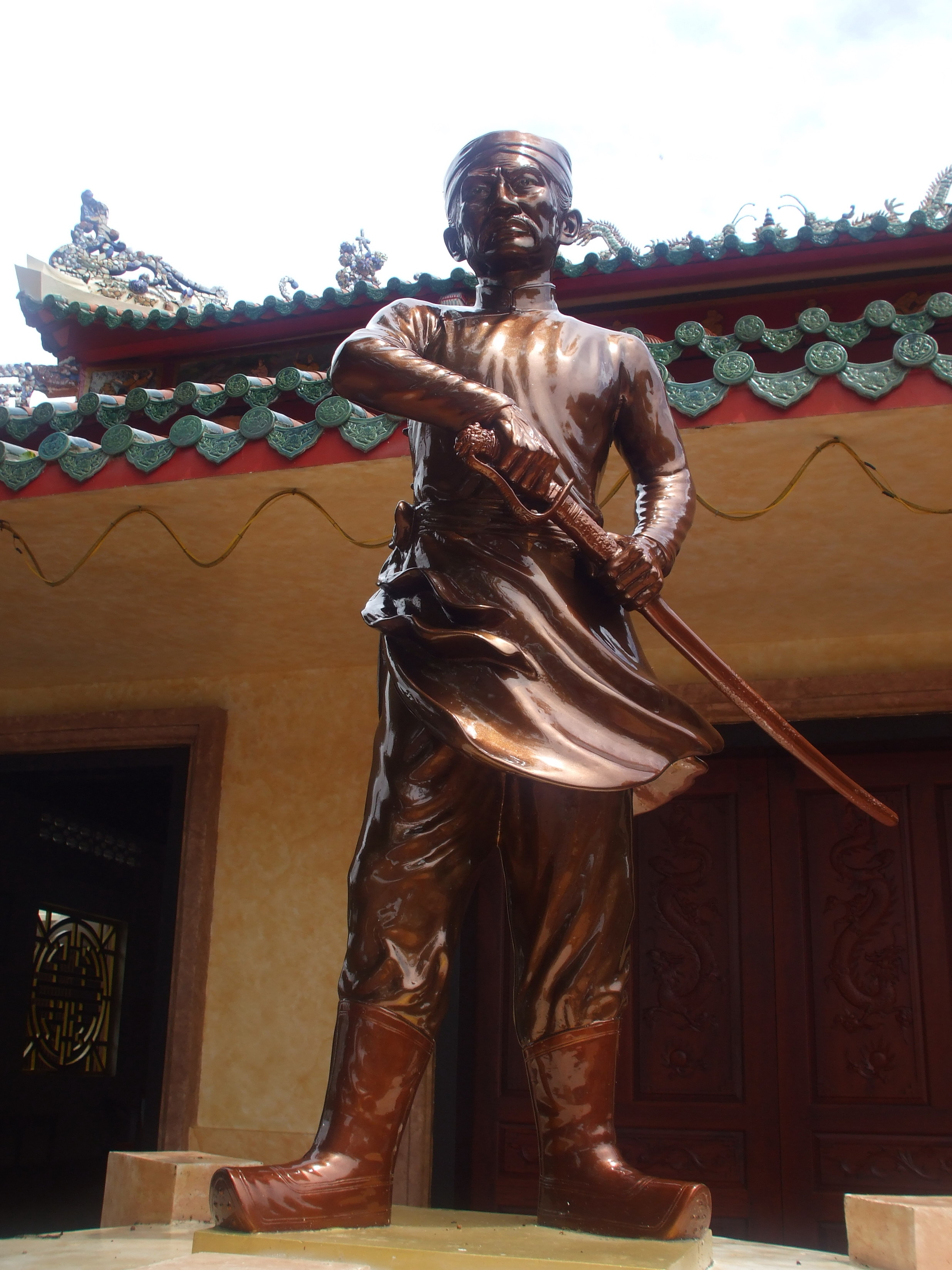
Tượng Nguyễn Trung Trực trước đình

Đình thần được xây dựng theo kiểu chữ tam (chữ Hán: 三), gồm có chánh điện, đông lang và tây lang.
Cổng đền có ba cửa (tam quan), cổ kính với mái ngói hai tầng trang trí hình "lưỡng long tranh trân châu" trên đỉnh. Hai bên là đôi câu đối bằng chữ Quốc ngữ được đắp nổi sơn vàng trên nền đỏ, là hai câu trong bài thơ Điếu Nguyễn Trung Trực của Huỳnh Mẫn Đạt:
Hỏa hồng Nhật Tảo oanh thiên địa,
Kiếm bạt Kiên Giang khấp quỷ thần.
Thái Bạch dịch thơ:
Lửa bừng Nhựt Tảo rêm trời đất
Kiếm tuốt Kiên Giang rợn quỷ thần.
Qua khỏi cổng, là một lư hương lớn bằng đá, và bức tượng Nguyễn Trung Trực đúc bằng đồng, có màu nâu đỏ. Trước đây, tượng thờ này đặt trước khu "chợ nhà lồng" Rạch Giá, nay sơn lại màu nâu đỏ, và được di dời vào đây.
Kế đến là ngôi chánh điện được thiết kế với mái ngói cong bốn góc, ở các viền góc đều có trang trí hoa văn hình rồng và lá cúc. Mặt trước chánh điện có hai trụ cột đắp nổi hình rồng uốn lượn từ dưới lên quấn quanh cột.
Trong chánh điện, cột và kèo đều bằng bê tông. Đền có tất cả mười cột, mà mỗi cột đều có chân hình bát giác, phía trên có đắp nối hai lớp cánh sen. Ngoài ra, ở nơi đây các hoành phi, câu đối đều được sơn son thiếp vàng, làm cho các nơi thờ vừa trang nghiêm vừa lộng lẫy.

## Thờ phụng
Trong chánh điện có rất nhiều bàn thờ, lần lượt từ ngoài vào trong có các bàn thờ chính như sau:
- Bàn thờ Chánh soái Đại càn.
- Bàn thờ ba mươi vị anh hùng
- 56
- dân tộc.
- Long đình cùng di ảnh (ảnh nhỏ) Nguyễn Trung Trực.
- Bàn để di ảnh (ảnh lớn) Nguyễn Trung Trực.
- Bàn thờ Chư vị.
- Bàn thờ Chư vị hội đồng trăm quan cựu thần và Cửu huyền thất tổ.

Gian cuối ngôi đền có ba ngai thờ chính:
- Ngai chính giữa thờ Nguyễn Trung Trực. Phía trên bệ thờ, có bức hoành ghi bốn chữ: Anh Khí Như Hồng (英气如虹), tức ca ngợi khí tiết hào hùng của ông sáng như cầu vồng bảy sắc.
- Phía bên trái có ngai thờ chung thờ Phó cơ Nguyễn Hiền Điều và Phó lãnh binh Lâm Quang Ky.
- Phía bên phải là ngai thờ thần Nam Hải Đại tướng quân.

Đông lang và tây lang, có các bàn thờ: Tây hiến, Đông hiến, Tiền hiền, Hậu hiền, Thủy long, Đồng bào nghĩa quân liệt sĩ.
Hằng năm, vào các ngày 26, 27 và 28 tháng 8 âm lịch, tại đền thờ đều có tổ chức lễ hội trọng thể kỷ niệm ngày hy sinh của Nguyễn Trung Trực. Cho nên từ lâu trong dân gian ở đây có câu:
Dù ai buôn bán gần xa,
Ngày giỗ cụ Nguyễn thì ta nhớ về.
Ngoài phần lễ cơ bản theo các nghi thức cổ truyền, còn có phần hội. Thông thường thì phần hội có: giao lưu văn nghệ quần chúng của ba dân tộc Kinh - Hoa - Khơme (thường có màn diễn nhằm tái hiện hai chiến công nổi bật của Nguyễn Trung Trực, như trận đồn Rạch Giá và trận Nhật Tảo), các trò chơi dân gian, biểu diễn võ thuật, thi nấu ăn, thi múa lân, cộ hoa, thả hoa đăng trên dòng sông Kiên...

## Mộ Nguyễn Trung Trực

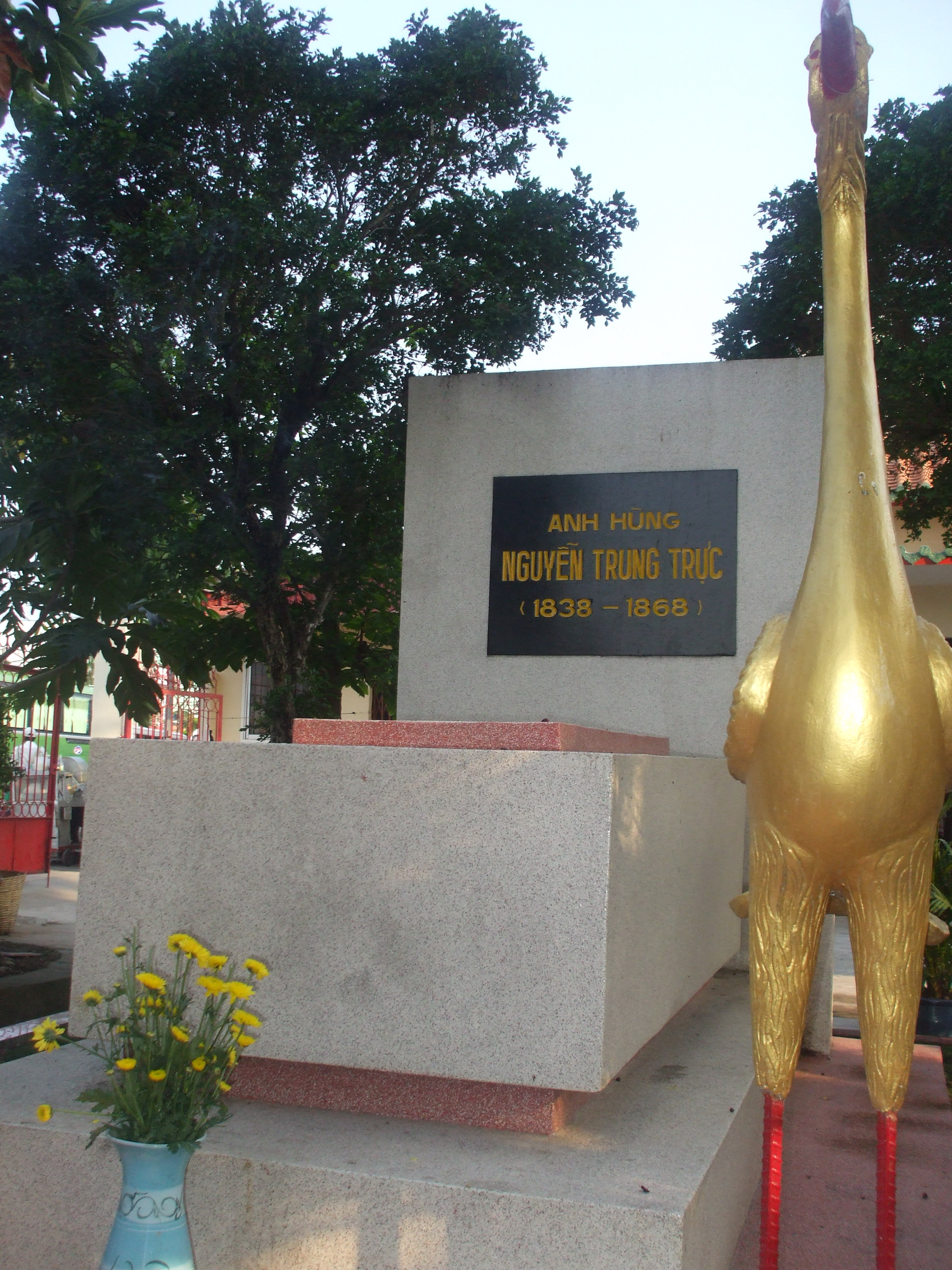
Mộ Nguyễn Trung Trực trong khuôn viên đình.

Mộ Nguyễn Trung Trực nằm trong khuôn viên, từ cổng nhìn vào, ở bên trái đình. Ngôi mộ bằng xi măng, hình chữ nhật, mà phía sau là một tấm bia cao khoảng 2 m, rộng hơn 1 m, trên khắc chữ: Anh hùng Nguyễn Trung Trực (1838 - 1868). Ở góc phải mộ có một tảng đá nhỏ ghi ngày đặt viên đá đầu tiên xây mộ là là ngày 18 tháng 10 năm 1986.
Năm 1988, Bộ Văn hóa – Thông tin đã công nhận mộ và đền Nguyễn Trung Trực là di tích lịch sử - văn hoá cấp quốc gia.

## Thông tin thêm
Từ cổng nhìn vào ở bên phải đình, có phòng trưng bày những hiện vật có liên quan đến cuộc khởi nghĩa do Nguyễn Trung Trực lãnh đạo. Ngoài ra, ở đây còn có phòng khám & chữa bệnh bằng thuốc nam miễn phí được thành lập năm 1989.
Theo thống kê chưa đầy đủ, vào năm 2009 ngoài ngôi đình này, Nguyễn Trung Trực còn được thờ chính trong nhiều ngôi đình (hay đền) ở::
- Tỉnh Kiên Giang, có các đình tại thành phố Rạch Giá (ngôi đền đang nói đến), Mong Thọ, Tân Điền, Mỹ Lâm, Sóc Xoài, Hòn Đất, Phú Quốc, Gò Quao, Tà Niên.
- Tỉnh An Giang, có các đình tại Long Giang (huyện Chợ Mới), Vĩnh Trạch (huyện Thoại Sơn).
- Tỉnh Hậu Giang, có đình huyện Long Mỹ.
- Tỉnh Sóc Trăng, có các đình tại Long Phú, An Lạc (đều thuộc huyện Kế Sách) và Phú Lộc (huyện Thạnh Trị).
- Tỉnh Bạc Liêu, có đình An Hòa (huyện Giá Rai).
- v.v.

Ngoài ra, ông còn được thờ ghép trong nhiều ngôi đình làng ở Nam Bộ, và được nhiều người tôn kính thờ tại nhà.
Theo lời kể của nhà thơ Kiên Giang, thì năm 1947, ông đã gặp Nguyễn Bính lần đầu khi thi sĩ này đang ngủ say trước cửa đình Nguyễn Trung Trực. Lý do mà Nguyễn Bính phải ra đây ngủ là vì "vợ của ông công chức nơi Nguyễn Bính tá túc rất mến thơ ông. Bà ấy ngâm vang thơ Bính lúc nằm ghế xích đu và cả trước giờ đi ngủ hay mới thức dậy...Cho nên người chồng đâm ra ghen và hay gấu ó với vợ. Nguyễn Bính muốn giữ vẹn hạnh phúc của gia đình người, đành xách nóp ra ở trước cửa đình".